# Wen Yimin
Wen Yimin (文逸民S; Pechino, 1890 – Hong Kong, 1978) è stato un regista cinematografico e attore cinese. Dal 1959 al 1971 si è occupato prevalentemente della propria carriera come attore, in diversi film prodotti ad Hong-Kong.

## Filmografia

### Regista
- Lijing Zhuan, co-regia di Pengnian Ren (1926)
- Hongxia (1929)

- Yediao Bei Furong (1935)
- Mishi Guairen, co-regia di Zuiweng Shao (1936)
- Aiguo Hua, co-regia di Zuiweng Shao (1936)
- Shidao Renxin, co-regia di Zuiweng Shao (1936)
- Danjia Mei, co-regia di Zuiweng Shao (1936)
- Li Furen, co-regia di Runme Shaw (1936)
- Boai, co-regia di Zuiweng Shao (1936)
- Man cheng feng yu (1947)
- Da xia fu chou ji, co-regia di Yuanlong Wang (1949)
- Yi nian zhi ji, co-regia di Ming Jiang e Shilin Zhu (1955)
- Xin hun di yi ye, co-regia di Ming Jiang e Shilin Zhu (1956)
- Xue zhong lian, co-regia di Yi Zhi Ren (1957)
- Feng chun you wu (1957)
- Wei chu jia de ma ma, co-regia di Shilin Zhu (1958)
- Yu shou qin xiong, co-regia di Jun Xiong Luo e Shilin Zhu (1958)
- Ye mei gui, co-regia di Jun Xiong Luo e Shilin Zhu (1959)
- Dou kou nian hua, co-regia di Yi Zhi Ren e Shilin Zhu (1959)